# Doumpalmen
Die Doumpalmen (Hyphaene) sind eine Pflanzengattung innerhalb der Familie der Palmengewächse (Arecaceae). Die etwa acht Arten sind hauptsächlich in den trockenen Gebieten Afrikas und Arabiens heimisch. Sie zeichnen sich durch eine sonst bei Palmen seltene starke oberirdische Verzweigung der Stämme aus.

## Beschreibung

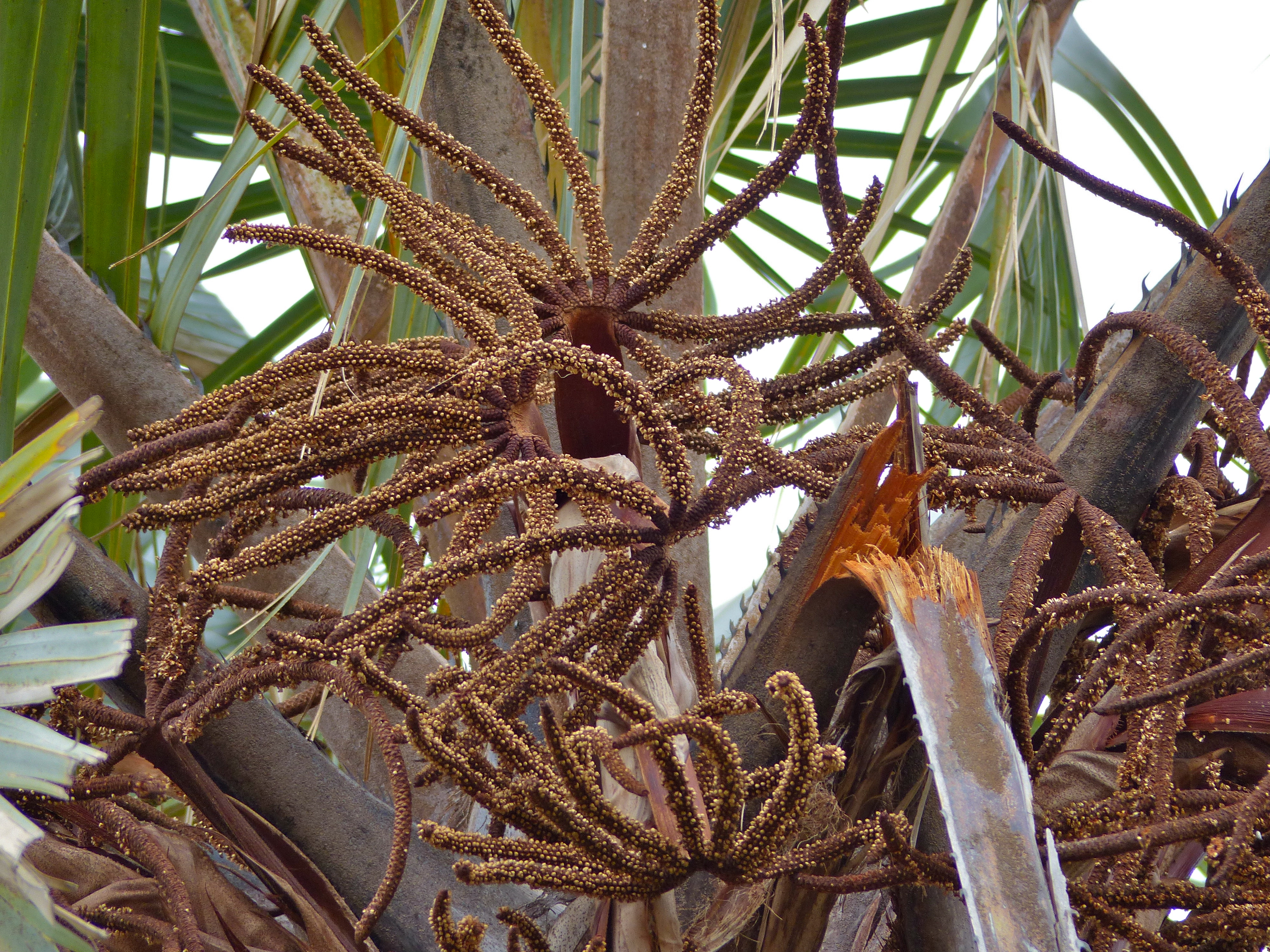
Blütenstand von Hyphaene petersiana

### Vegetative Merkmale
Die Doumpalmen sind kleine bis große, einzelstämmige oder gruppenförmige Fächerpalmen, deren Stämme meist mehrfach dichotom verzweigt sind. Sie sind zweihäusig getrenntgeschlechtig (diözisch) und mehrmals blühend. 
Die Blattstiele sind stark bewehrt. Die Blätter sind induplicat und costapalmat. Sie verbleiben nach dem Absterben an der Pflanze (Marzeszenz) und fallen erst spät unter dem eigenen Gewicht ab. Charakteristisch ist die häufig silberne Färbung und das Fehlen einer abaxialen Hastula. Die Blütenstände sind eher schlank und stehen zwischen den Blättern (interfoliar). Die Früchte sind braune Steinfrüchte.

### Generative Merkmale
Von den nah verwandten Gattungen unterscheidet sich Hyphaene durch folgende Merkmalskombination: Die Frucht ist unterschiedlich geformt, distal ist sie erweitert, meist ist sie asymmetrisch, selten eiförmig oder kugelig. Der Same hat einen unregelmäßigen Umriss, ist nicht gefurcht und besitzt ein homogenes Endosperm. Das Endokarp ist nicht geflügelt und besitzt eine terminale Pore.
Die Chromosomenzahl beträgt 2n = 36.

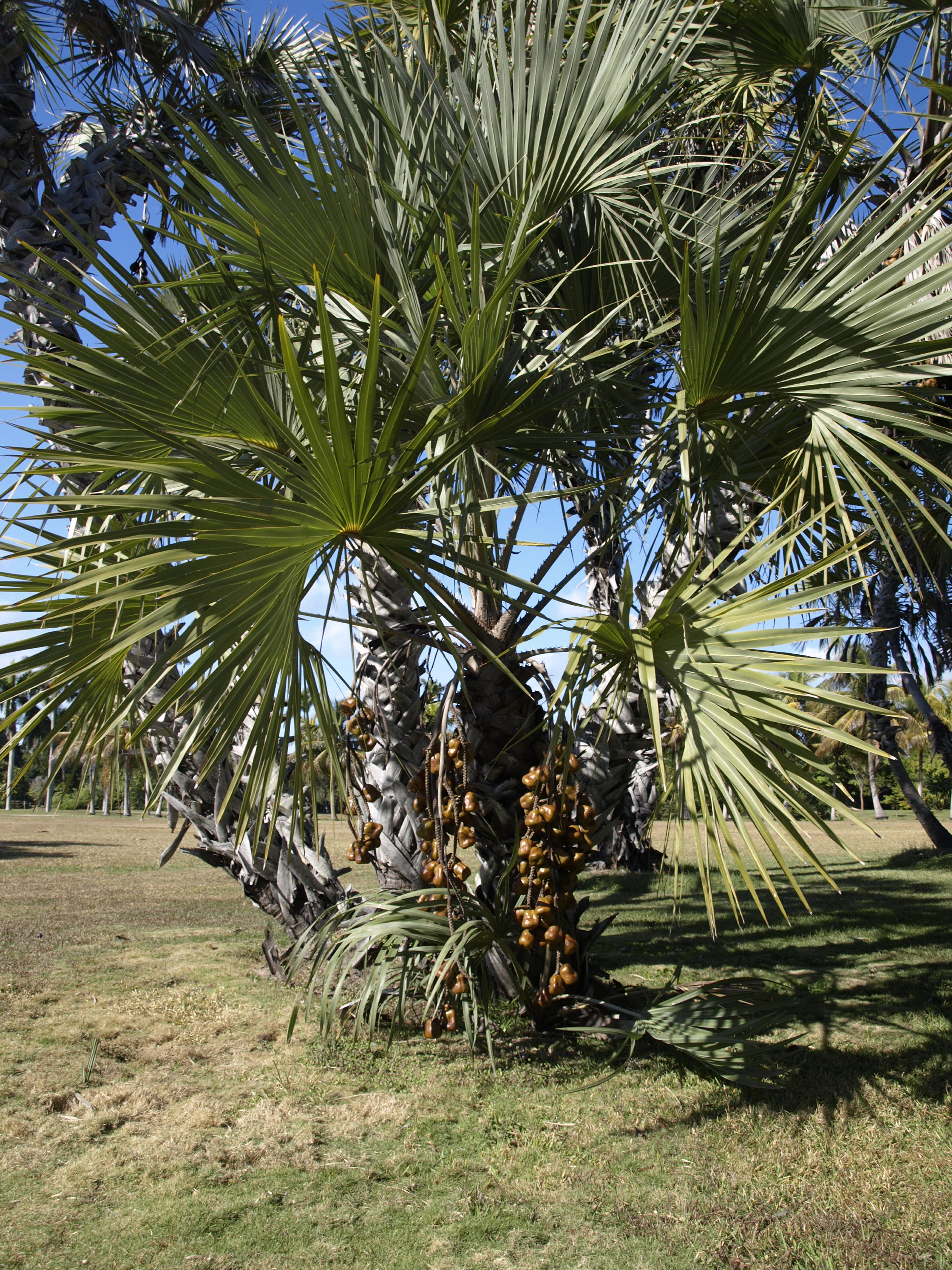
Hyphaene dichotoma

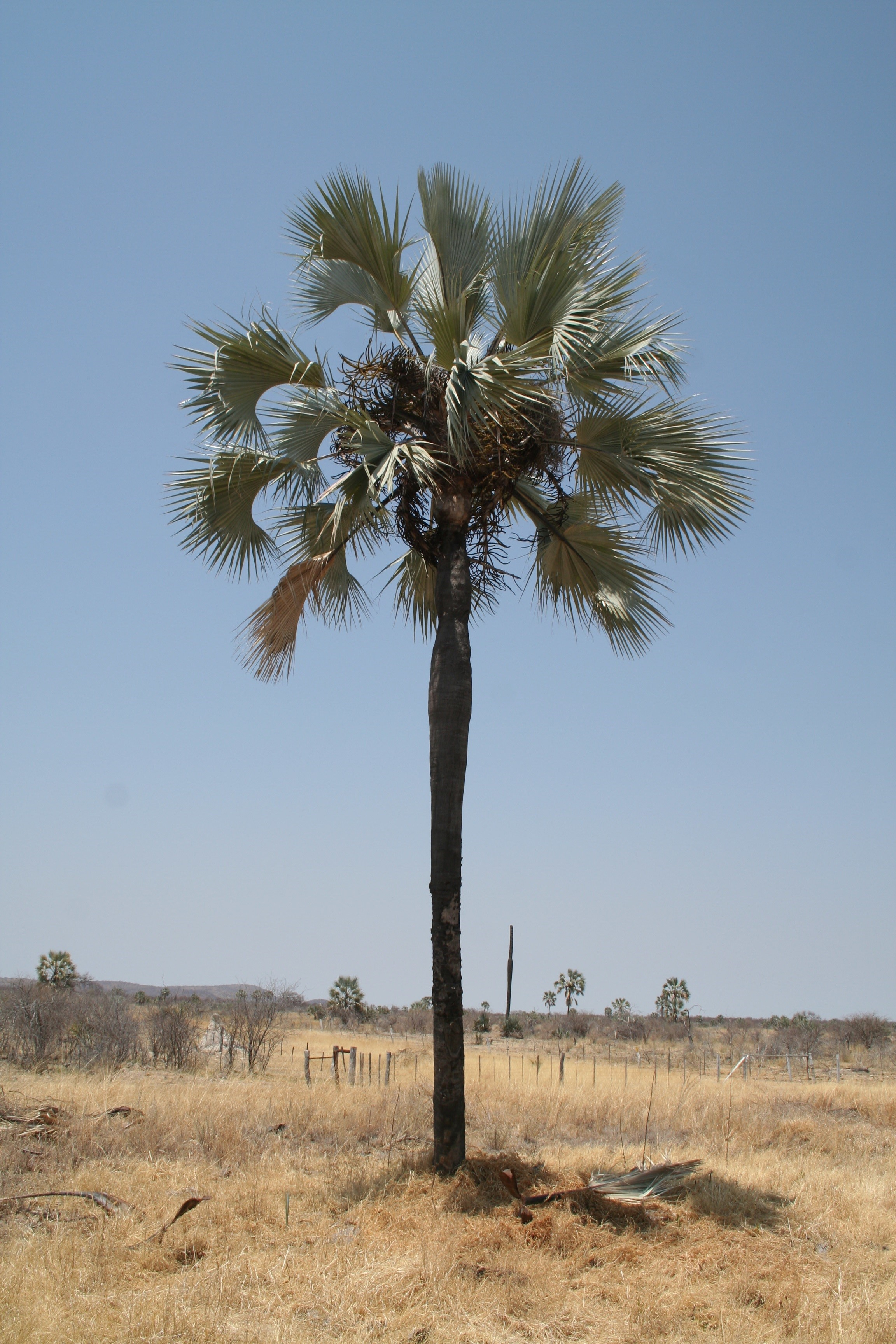
Hyphaene petersiana

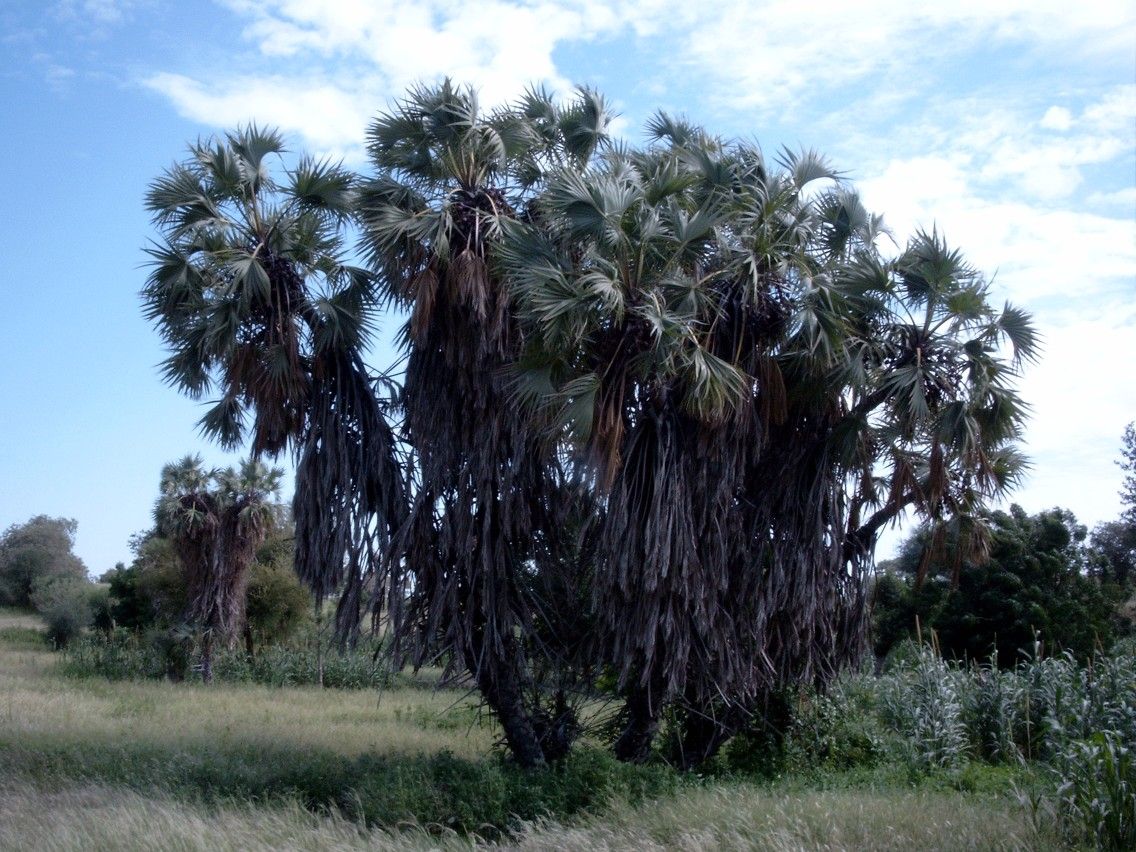
Hyphaene thebaica

## Vorkommen
Die Hyphaene-Arten kommen in den eher trockenen Gebieten von Afrika vor, im Süden bis Natal und auf Madagaskar. Im Norden reicht das Verbreitungsgebiet entlang der Küsten des Roten Meeres auch auf arabischer Seite bis zum Golf von Eilat. Es gibt auch Vorkommen an der Westküste Indiens. Vorkommen auf Sri Lanka sind möglicherweise menschlichen Ursprungs. 
Die Doumpalmen wachsen vorwiegend in ariden bis semiariden Gebieten, die Standorte verfügen aber stets über oberflächennahes Grundwasser, so wachsen sie entlang saisonaler Wasserläufe, auf Küsten-Sanddünen und -Ebenen und in Oasen. Hyphaene compressa steigt in Ostafrika bis in Höhenlagen von 1400 Metern. Hyphaene guineensis kommt in Gabun an küstennahen Standorten mit hohen Niederschlägen vor, ist somit innerhalb der Gattung eine Ausnahme. 
Da alle Arten vom Menschen genutzt werden, deckt sich die heutige Verbreitung der Arten nicht unbedingt mit ihrer natürlichen: zerstörerische Nutzung kann das Areal eingeschränkt haben, unabsichtliche oder absichtliche Verschleppung kann das Areal erweitert haben.

## Systematik
Die Gattung Hyphaene wurde 1790 durch Joseph Gärtner in De Fructibus et Seminibus Plantarum, Band 2, Seite 13, Tafel 82 aufgestellt.
Die Gattung Hyphaene Gaertn. gehört zur Subtribus Hyphaeninae der Tribus Borasseae in der Unterfamilie Coryphoideae innerhalb der Familie Arecaceae. Die Gattung Hyphaene ist monophyletisch. Ihre Schwestergruppe ist Medemia. 
Es wurden zahlreiche Artnamen publiziert, es dürfte aber nur relativ wenige Arten geben. Es gibt etwa acht Arten:
- Hyphaene compressa H. Wendl.: Die Heimat ist das südliche Äthiopien, Somalia, Kenia, Tansania und Mosambik.
- Hyphaene coriacea Gaertn.: Das Verbreitungsgebiet erstreckt sich von Äthiopien bis zum südlichen Afrika, Juan de Nova und Madagaskar.
- Hyphaene dichotoma (J. White Dubl. ex Nimmo) Furtado: Die Heimat ist das nordwestliche Indien und Sri Lanka.
- Hyphaene guineensis Schumach. & Thonn.: Das Verbreitungsgebiet erstreckt sich vom tropischen Westafrika bis Angola.
- Hyphaene macrosperma H. Wendl.: Sie gedeiht im tropischen Westafrika.
- Hyphaene petersiana Klotzsch ex Mart.: Das Verbreitungsgebiet erstreckt sich von Tansania bis Namibia. In Namibia nur als Makalani bekannt.
- Hyphaene reptans Becc.: Die Heimat ist Somalia, das nördliche Kenia und der Jemen.
- Hyphaene thebaica (L.) Mart. (Syn.: Corypha thebaica L.): Das Verbreitungsgebiet erstreckt sich vom tropischen Westafrika bis Ägypten und zur Arabischen Halbinsel.

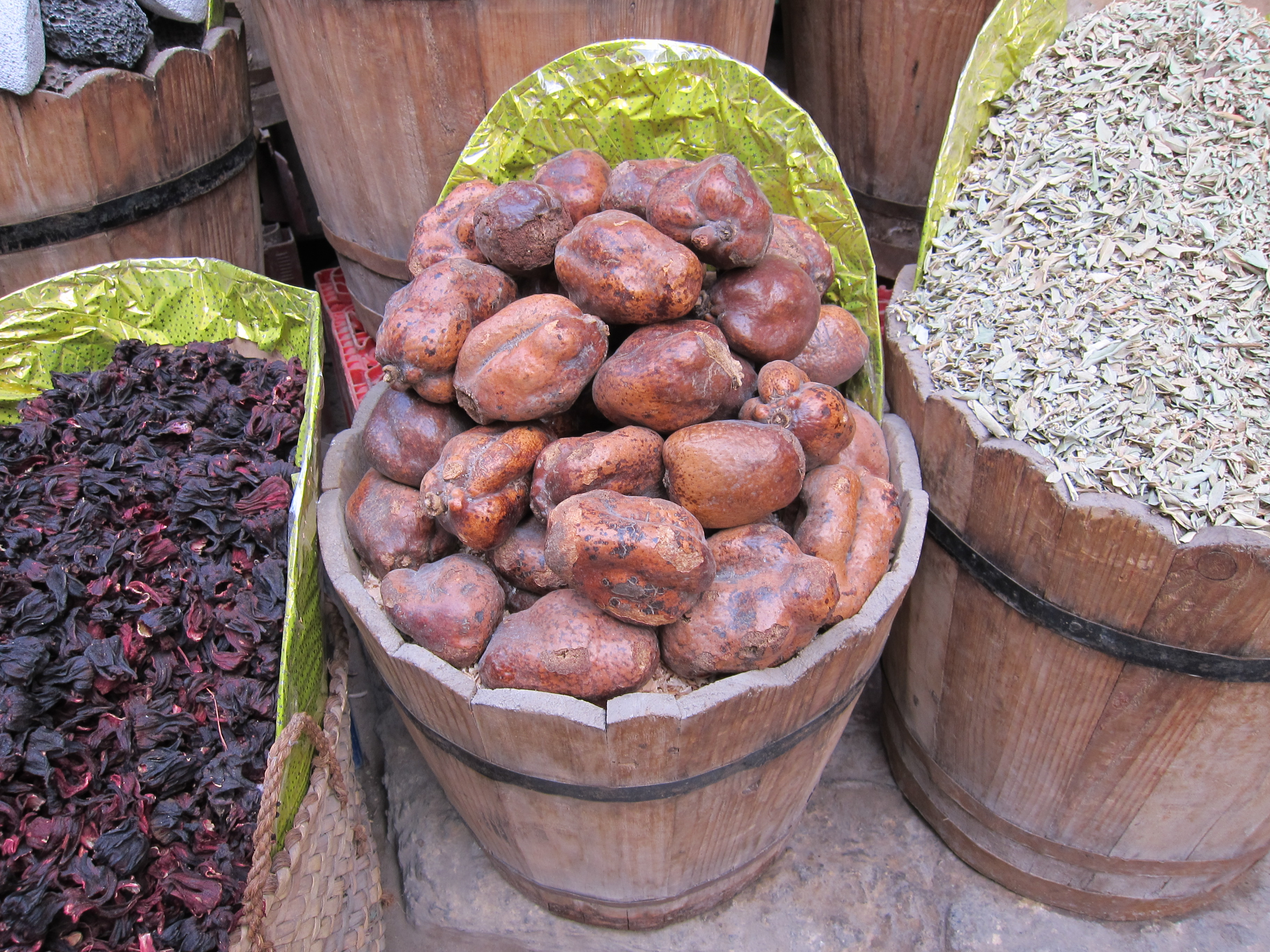
Samen der Doumpalme

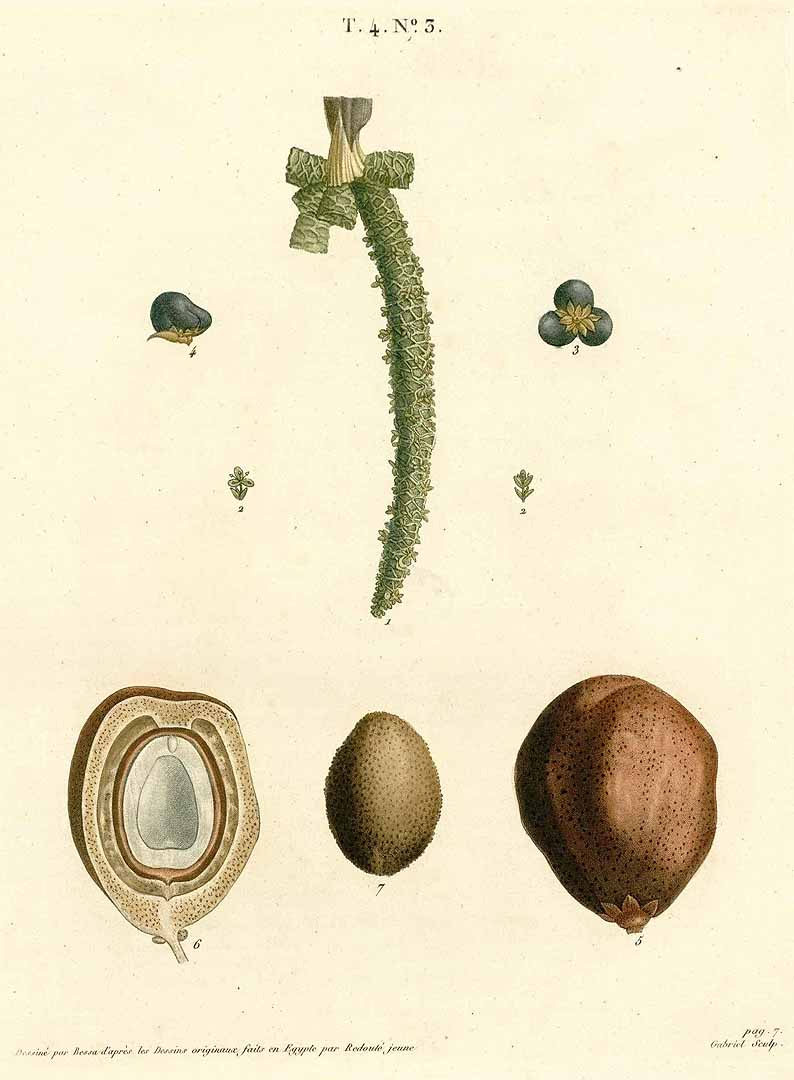
Illustration von Hyphaene thebaica

## Nutzung
Alle Doumpalmen sind lokal von hoher wirtschaftlicher Bedeutung, insbesondere in der Subsistenz-Landwirtschaft. Die Blätter werden zum Dachdecken verwendet und zur Erzeugung von Fasern für Flechtarbeiten. Der Sprosskegel wird zum Abzapfen von Palmwein genutzt. Das Holz wird vielfach verwendet. Die Früchte liefern ein essbares Mesokarp, auch das Endokarp unreifer Früchte ist essbar. 
Die zerstoßenen Früchte werden wie Tee aufgebrüht und gesüßt kalt getrunken (Doum-Getränk).
Wichtiger ist jedoch das Endosperm reifer Früchte, das als vegetabiles Elfenbein wie jenes der Steinnüsse genutzt wird. Sämtliche Teile der Palmen, sofern nicht anderweitig nutzbar, dienen als Brennmaterial.
Das Holz der Doumpalme wurde in der traditionellen Lehmmoschee-Architektur in Niger und in Mali verwendet, so beispielsweise in der Großen Moschee von Agadez und in den Lehmmoscheen von Timbuktu.